# Cojinete de deslizamiento

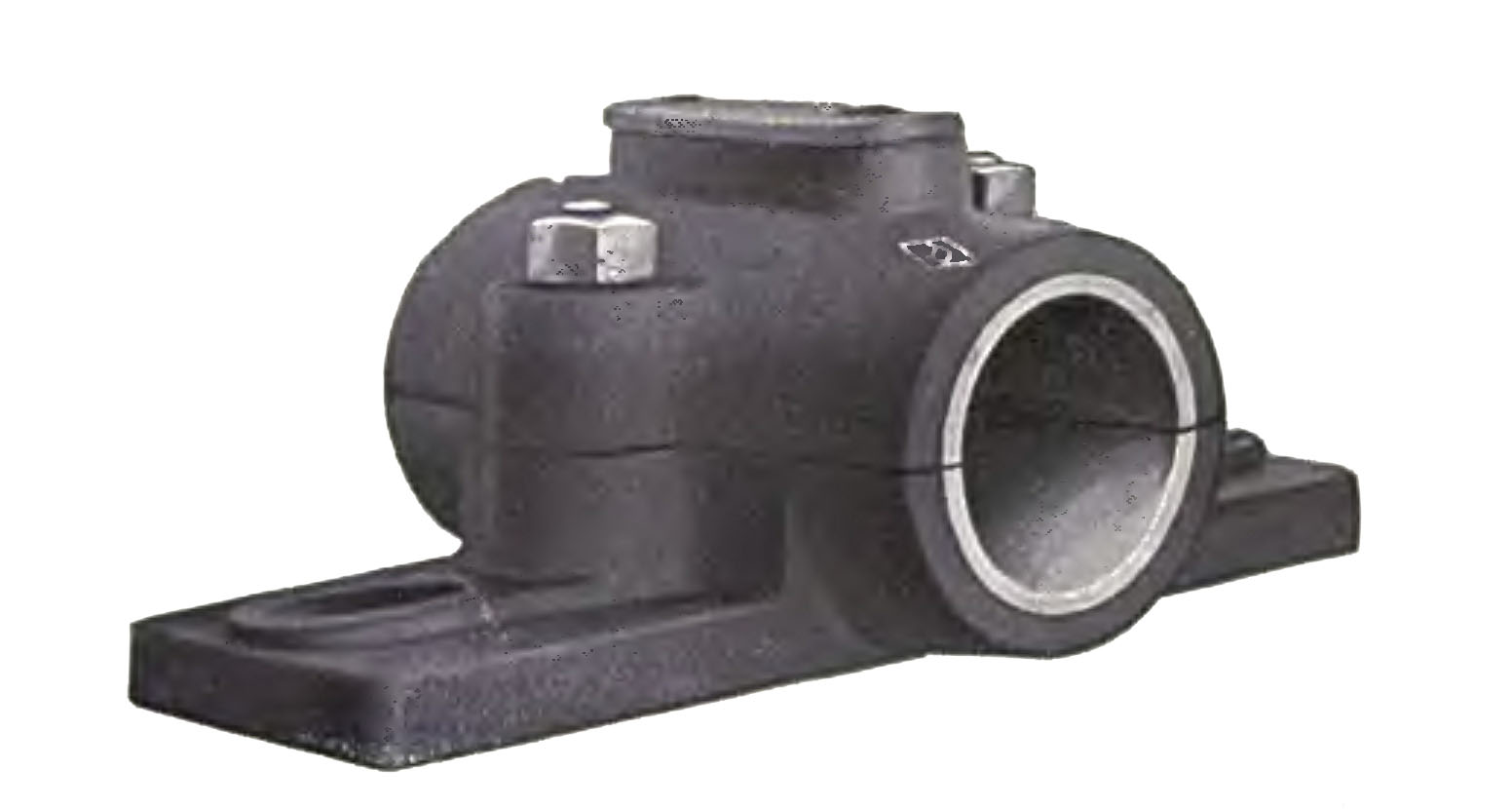
Cojinete de deslizamiento radial, por:
El cilindro claro es donde iría el árbol
la tapa desmontable para la lubricación (fricción mixta).

Un cojinete de deslizamiento, cojinete liso o buje liso es el tipo de cojinete más simple usado en ingeniería. Su principio de funcionamiento se basa en la capacidad de deslice entre dos superficies en contacto, sea por el bajo coeficiente de fricción entre ellas o por la presencia de un lubricante entre ambas.
En el cojinete de deslizamiento, dos casquillos tienen un movimiento relativo en contacto directo, generándose un deslizamiento con fricción, por lo que su eficiencia será determinada especialmente por la capacidad de reducir en lo posible la fricción entre los elementos. La reducción del rozamiento se realiza a través de la selección de materiales y lubricantes. Los lubricantes tienen la función de crear una película resbaladiza que separe los dos materiales, evitando el contacto directo, y con ello el calentamiento y desgaste de las superficies.
Al tocarse las dos partes, que es uno de los casos de uso más solicitados de los cojinetes de deslizamiento, el desgaste en las superficies de contacto limita la vida útil. La generación de la película lubricante que separa por una lubricación completa requiere un esfuerzo adicional para elevar la presión, y que se usa sólo en máquinas de gran tamaño para grandes cojinetes de deslizamiento. 
La resistencia al deslizamiento provoca la conversión de parte de la energía cinética en calor, que desemboca en las partes que sostienen los casquillos del cojinete. 

Cojinete de deslizamiento de relojero.

Hay que distinguir entre los cojinetes simples (lubricado o lubricados con grasa), cojinetes hidrodinámicos y Cojinetes hidrostáticos. La resistencia al deslizamiento es fricción seca, fricción mixta o fricción líquida.

## Cojinetes de fricción seca
En rodamientos de fricción seca se utilizan materiales de baja fricción y combinaciones de materiales distintos. A veces también los hay "autolubricados" (tales como con una aleación de plomo y bronce, un plástico como el PTFE, cerámicos o polímero autolubricado iglidur
. La otra opción de fricción seca es con rodamientos de acero.

## Cojinetes de fricción líquida
En cojinetes de fricción, cuando se requiere baja pérdida de energía y durabilidad (por ejemplo, para la conversión de energía en una turbina, o en generadores), se aplica la lubricación completa, es decir, la fricción fluida. La película lubricante debe estar a presión para separar las superficies de contacto, para lograr la resistencia al apoyo de una sobre otra. En cojinetes hidrostáticos se dispone de alguna bomba de aceite (p.ej. en motores de combustión interna). En cojinetes hidrodinámicos la presión de la película del aceite de lubricación entre las dos superficies en contacto, se autogenera por su movimiento, pero esto significa que al iniciar y detener el movimiento no hay presión y existe fricción mixta.
Además, es uno de los más utilizados a nivel mundial.

## Cojinetes de fricción mixta
En los rodamientos lubricados se produce fricción mixta. El lubricante (grasas o aceites normalmente derivados del petróleo), envuelve las superficies de contacto mediante una película, minimizando el área de contacto, limitando la fricción y estableciendo una reducida resistencia al deslizamiento. 